# Балийский храм

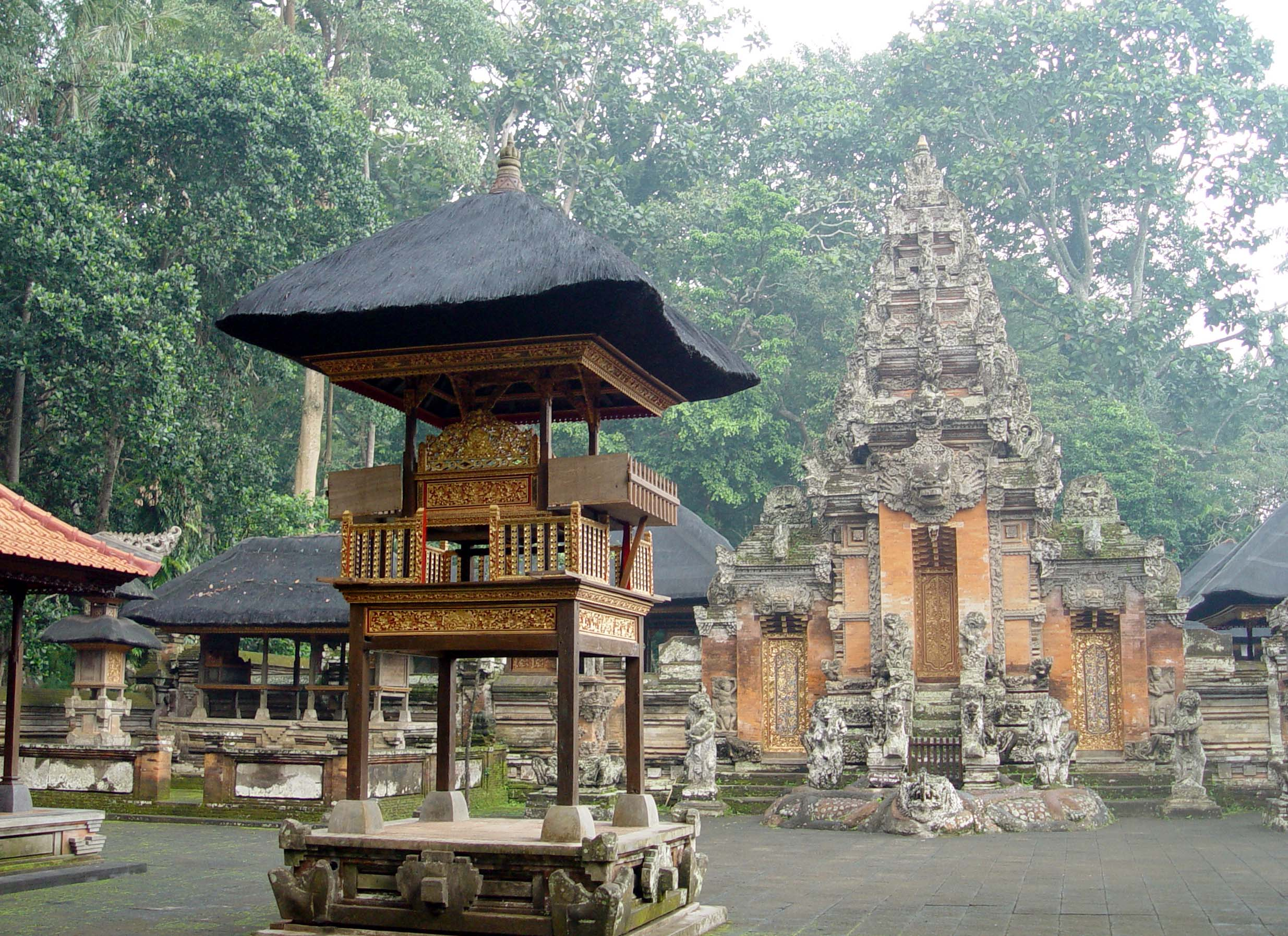
Богато украшенные ворота и павильоны Кори Агунг в Пура Далем Агунг Падантегал на Бали

Балийский храм (пура) — индуистский храм, место поклонения приверженцев балийского индуизма в Индонезии. Пуры строятся в соответствии с правилами и ритуалами балийской архитектуры . Большинство пура находятся на острове Бали, где индуизм является преобладающей религией; однако многие пуры существуют в других частях Индонезии, где проживает значительное число балийцев. Храм Бесаких — самый важный, самый большой и самый святой храм на Бали. На Бали построено огромное количество пура, благодаря чему его называют «остров тысячи храмов».

## Этимология

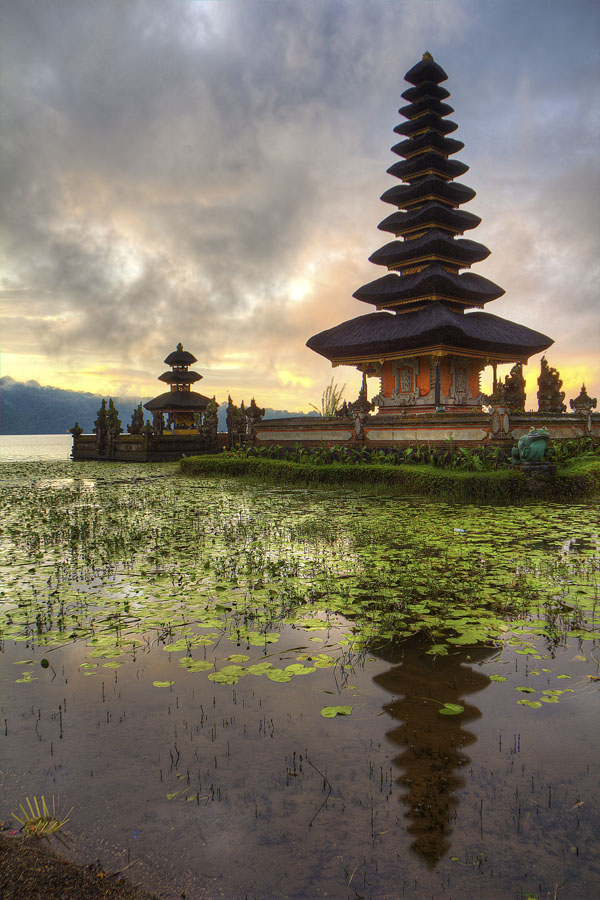
Похожая на пагоду башня Меру в храме Пура Улун Дану Братан является отличительной особенностью балийского храма.

Термин pura происходит от санскритского слова (-pur, -puri, -pura, -puram, -pore), означающего «город», «город-крепость», «возвышающийся город» или «дворец», появился со времени индианизации Юго-Восточной Азии и распространения индуизма, особенно в Индосфере. За время развития балийского языка термин «пура» стал относиться к религиозному храмовому комплексу, в то время как термин «пури» — к дворцу, резиденции королей и знати, подобному яванским кратонам.

## Индуистская космология
Индуизм основан на предположении о едином космическом порядке, который распространяется на каждый аспект Вселенной вплоть до самой маленькой частицы. Этот всеобщий организующий принцип называется дхарма (dharma). Во всём в мире присутствует божественная организующая воля, которой противостоят демонические существа, творящие беспорядок и хаос. Человек должен стремиться вести себя так, как требует его личная дхарма, конечная цель которой — получить освобождение (мокша, moksa) от бесконечного цикла перевоплощений. Эта цель может быть достигнута только путем установления гармоничных отношений с остальной частью Вселенной, блаженного состояния, которое требует отречения от всех мирских желаний.
Нахождение в гармонии с остальной Вселенной требует, помимо прочего, правильной ориентации в пространстве. Эти идеи представлены на местах с учётом местных топографических особенностей, которым приписываются конкретные ритуальные значения. В этом отношении остров Бали задуман как точная копия Вселенной в миниатюре — микрокосм макрокосма.
Центральным в этой схеме вещей является идея трехстороннего деления Вселенной (tri loka), состоящей из подземного мира (buhr), населенного демонами и злыми духами; мира людей (buwah); и небес (swah), где живут боги и обожествленные предки. На Бали горы считаются самой священной частью острова, а море считается местом нечистоты и зла; человечество зажато между ними, ухаживая за рисовыми полями и посещая храмы, чтобы поклониться богам и успокоить силы зла.

## Расположение храма
Хотя нет двух абсолютно одинаковых балийских храмов, они, тем не менее, соответствуют основной схеме, которая более или менее одинакова во всех частях острова.
Самыми святыми местами на Бали считаются горы, которые являются обителью богов, в то время как море представляется их антитезой, местом нечистоты, домом чудовищных демонов и других злобных существ. Эти идеи определяются местными словами kaja (к горам) и kelod (к морю), любое здание на острове определённым образом ориентировано относительно оси «каджа-келод», которая в равнинной южной части Бали, где проживает большинство населения острова, примерно соответствуют оси север-юг.
Также важны направления на восток (kangin) и запад (kauh): восток, где восходит солнце, отождествляется с новой жизнью и другими позитивными ценностями, в то время как запад, где оно садится, связан со смертью и разложением. Точка, в которой Солнце достигает зенита в ходе своего ежедневного прохождения, составляет третий компонент в этой схеме, который в сочетании с осью каджа-келод создает девятичастное деление пространства на основе четырех основных направления, четыре промежуточных и центр. Это представляет собой своего рода балийскую «розу ветров» (nawa sanga), где каждая точка на компасе отождествляется с конкретным божеством в индуистском пантеоне и соответствующим набором ритуальных или символических ассоциаций. На юге Бали северо-восток считается наиболее благоприятным или священным направлением, представляющим собой сочетание «к горам» и «восток» (каджа-кангин).
Архетипический балийский храм состоит из трёх окружённых стенами внутренних дворов, ориентированных по оси, идущей от гор к морю. Из одного двора в другой ведут украшенные ворота, и когда человек пересекает каждый порог, он поднимается на уровень выше. В символическом плане храмовый комплекс представляет собой метафору индуистского космоса — три двора, повторяющие трехчастную природу Вселенной, причем каждый восходящий уровень представляет более высокое состояние чистоты и святости.
Внешний двор, или джаба (jaba), является своего рода прихожей, где люди собираются во время праздников, чтобы поесть и пообщаться, в то время как средний двор, или джаба тенга (jaba tenga), представляет собой переходное пространство между миром людей и священной областью богов. Последняя состоит из самого внутреннего двора или джероан (jeroan), который всегда располагается в стороне каджа, то есть ориентирован на горы, с которых, как считается, боги спускаются в храм во время храмовых церемоний. Именно здесь расположены самые важные святыни и ритуальные сооружения, где боги находятся во время храмовых праздников.
Внутри храма находятся различные объекты, которые традиционно делятся специалистами на две категории: святыни (англ. shrine) и святилища (англ. sanctuary). Святилище отличается от святыни тем, что является зданием, внутри которого есть помещение, где люди могут находиться с различными ритуальными целями. Основные типы святынь — падмасана (трон лотоса) и башня меру. Святилище обычно представляет собой сооружение без стен с соломенной крышей или павильон (англ. pavilion).

## Конструкция и расположение

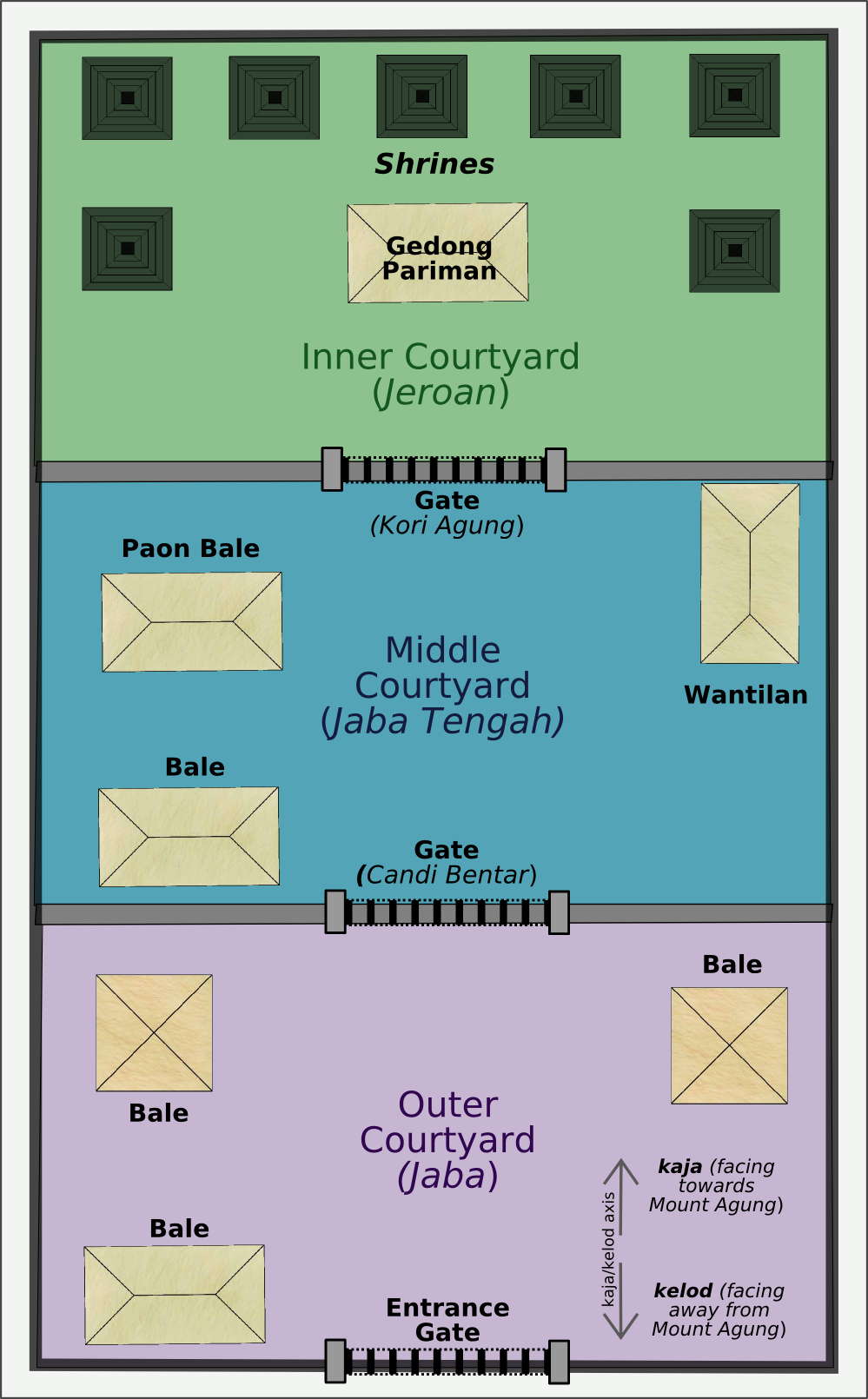
Планировка балийского храма, состоящего из трех зон (мандал)

В отличие от обычных возвышающихся внутренних индуистских храмов на Индийском субконтиненте, пуры спроектированы как место поклонения под открытым небом на закрытых огороженных стенами площадках, соединенных рядом замысловато украшенных ворот. На этих площадках расположено несколько святынь, меру (башен) и бале (павильонов). План и расположение pura соответствуют тримандальной концепции балийского распределения пространства. Три зоны мандалы, расположенные согласно священной иерархии:
1. Nista Mandala (jaba): внешняя зона, которая соединяет пуры с внешним миром и является входом в храм. Эта зона обычно представляет собой открытую площадку или сад, который можно использовать для религиозных танцевальных выступлений или в качестве дополнительного пространства для подготовки во время религиозных праздников.
2. Madya mandala (jaba tengah): средняя зона храма, где происходит деятельность верующих, а также место для вспомогательных сооружений храма. В этой зоне обычно строят несколько павильонов, таких как тюк кулкуль (деревянная башня с разрезными барабанами), тюк гонг (павильон гамелан), вантилан (павильон для встреч), тюк песандекан и тюк перантенан, кухня храма.
3. Utama mandala (jeroan): самая священная зона в пуре. Обычно содержит падмасану, возвышающийся трон лотоса верховного бога Ачинтья (Санг Хян Видхи Васа), pelinggih meru (многоуровневая башня-святилище) и несколько павильонов, таких как тюк паведан (павильон ведического пения), тюк пиясан, тюк пепелик (павильон для подношений), тюк пангунган, тюк мурда и гедонг пениимпенан (хранилище реликвий храма).

Правила размещения объектов в двух внешних зонах, ниста мандала и мадья мандала, довольно гибки. Некоторые сооружения, такие как бале кулькуль, могут быть построены как внешняя угловая башня; также перантенан (храмовая кухня) может быть расположен в мандале Ниста.

### Ворота

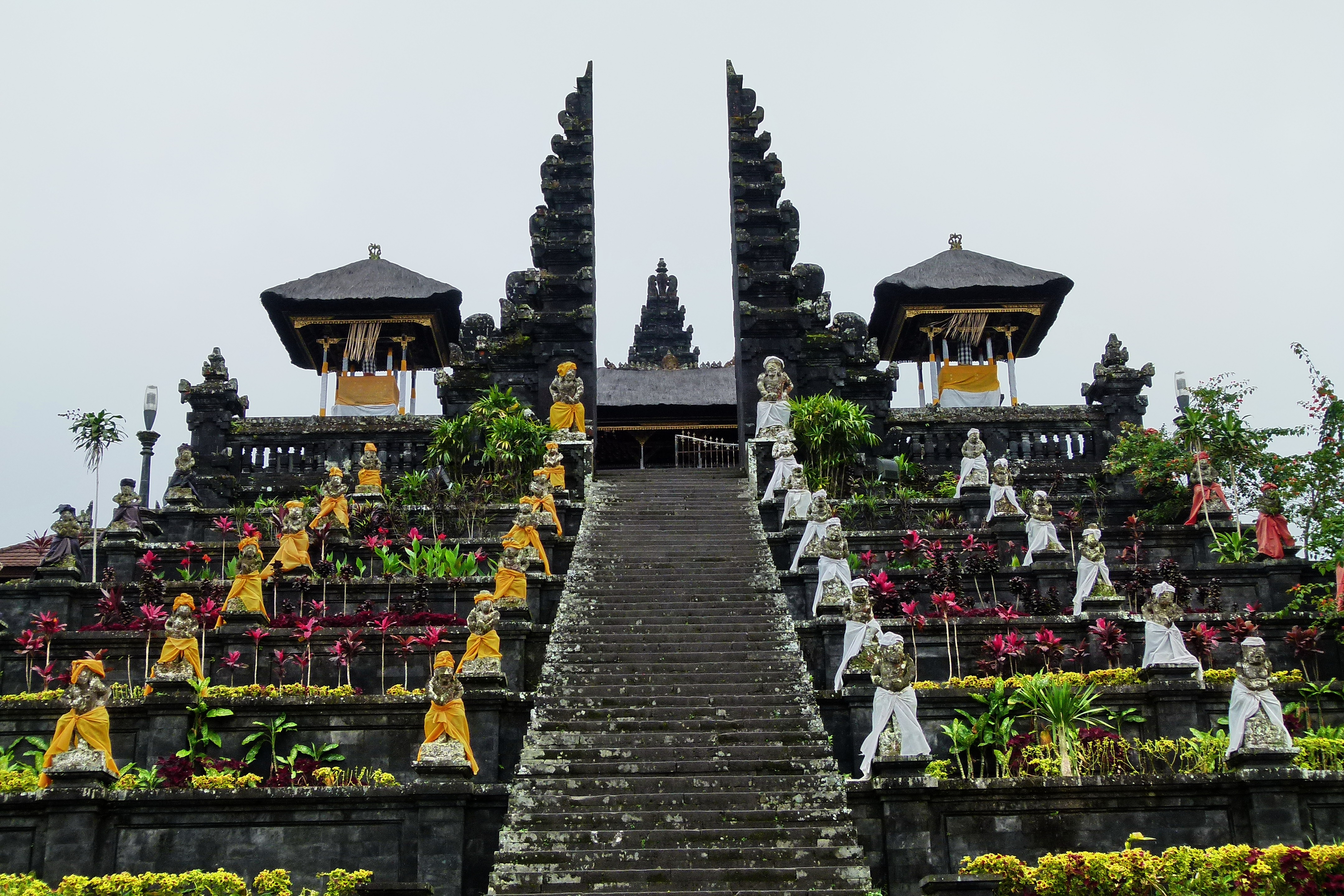
Лестницы и террасы, ведущие к расщеплённым воротам в храме Пура Бесаких.

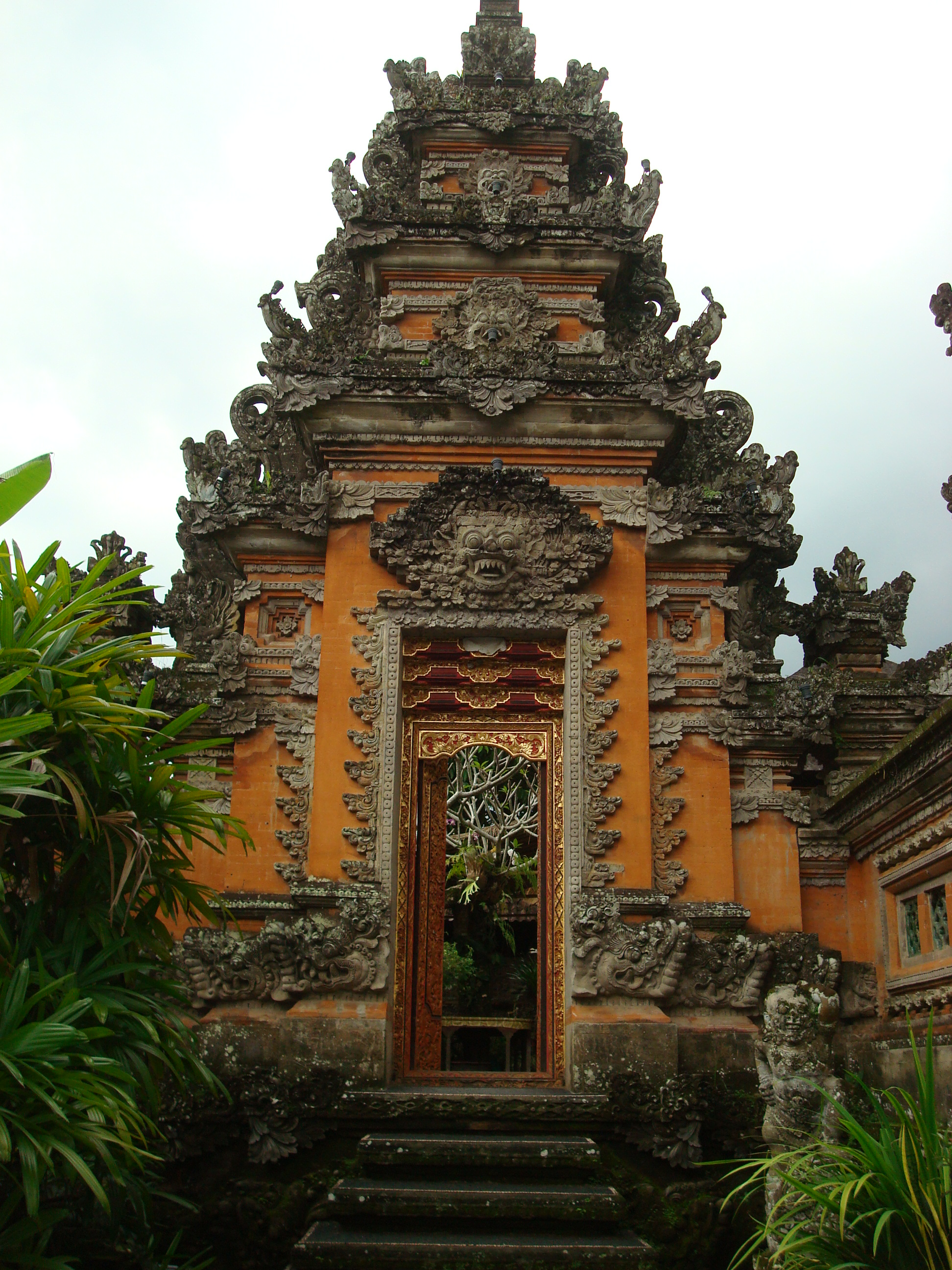
Возвышающиеся ворота Кори Агунг в Пура Таман Сарасвати Убуд.

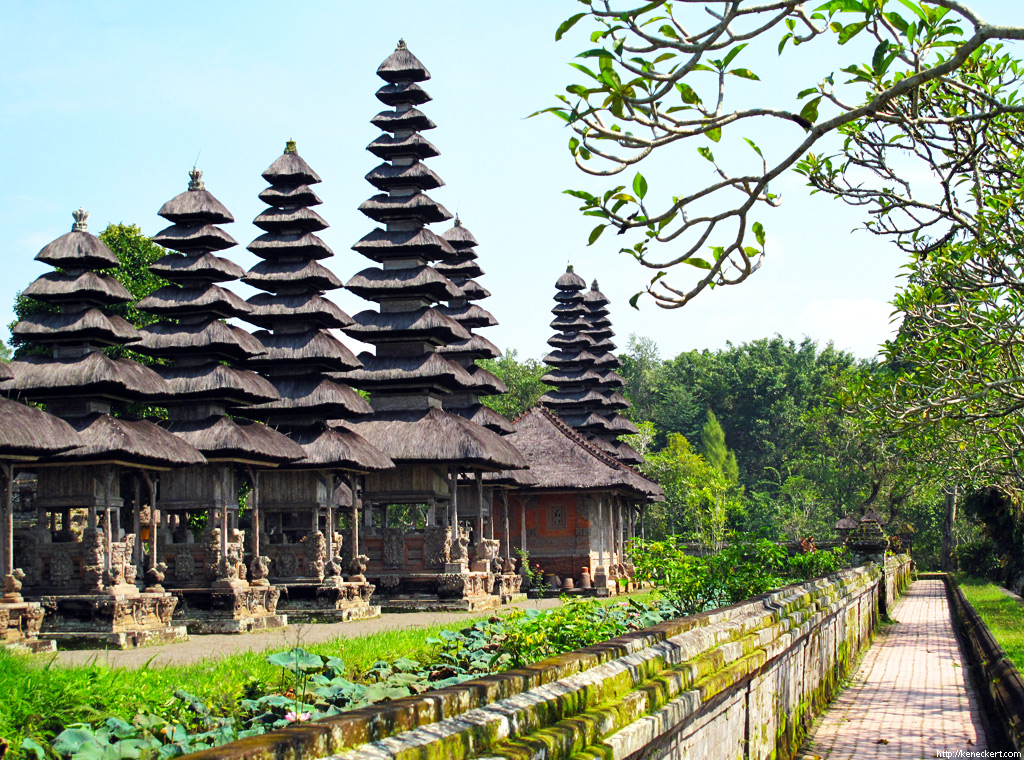
Пура Таман Аюн

В балийской архитектуре есть два типа ворот: расщеплённые ворота, известные как чанди-бентар, и крытые башенные ворота, известные как падуракша или кори агунг. Оба типа ворот играют особую роль в балийском архитектурном дизайне. Чанди-бентар — это ворота, используемые в ниста-мандале, а кори-агунг — ворота между мадья-мандалой и внутренними пространствами утама-мандалы. Правила для типов ворот также действительны для нерелигиозных сооружений, таких как пури, резиденций дворян и королей.

## Типы храмов
Существует несколько типов храмов, каждый из которых выполняет определённые функции в ритуалах по всему балийскому календарю. Балийские храмы расположены в соответствии с духовными традициями балийского народа вдоль священной оси каджа-келод, от вершин гор, где царствуют боги, духи хьянги, плодородных равнин, где расположены царства людей и других существ, к берегу и океану.
Пура Кахьянган Джагад
Храмы, которые расположены в горной части острова, построены на склонах гор или вулканов. Горы считаются священным магическим царством с привидениями, обителью богов или хьянг . Самым важным пура Кахьянганом на Бали является комплекс Храм Матери Бесаких на склонах горы Агунг . Другим примером является Pura Parahyangan Agung Jagatkarta на склонах горы Салак, Западная Ява.
Пура Тирта
«Водные храмы», тип пуры, которая помимо религиозной функции также выполняет функцию управления водой как часть ирригационной системы Субак . Священники в этих храмах имеют полномочия управлять распределением воды между рисовыми полями в деревнях, окружающих храм. Некоторые храмы Тирты известны своей священной водой и наличием petirtaan или священного бассейна для очищения ритуала. Другие водные храмы построены в озёрах, таких как Пура Улун Дану Братан . Лучший пример храма такого типа — Pura Tirta Empul .
Пура Деса
Тип пуры, посвященной поклонению Брахме, богам и божествам, которые расположены в деревнях или городах и служат центром религиозной деятельности балийского народа.
Пура пусех
Тип пуры, посвященной поклонению Вишну .
Пура Далем
Тип пуры, посвященной поклонению Шиве, Дурге, Матери-природе, Банаспатираджа (баронгу), Санг Бхута Дию, Санг Бхута Гарва и другим божествам. Обычно шакти Шивы Дурга почитается в этом храме. В жизненном цикле человека храм связан с ритуалами смерти. Пура далем также обычно имеет большое дерево, такое как баньяновое дерево или кепух, которое обычно также используется в качестве святыни. Пура Далем обычно находится рядом с кладбищем умершего до церемонии нгабен (кремация).
Пура мраджапати
Тип пуры для поклонения Праджапати (властелину людей) или космической мощи. Чаще всего в этом храме поклоняются Шиве в его форме как Праджапати .
Пура Сегара
«Морские храмы», пуры, которые расположены у моря, чтобы успокоить моря богов и божеств. Это обычно важно во время ритуала Меласти . Одним из примеров такого типа храмов является Пура Танах Лот и Пура Улувату.

### Сад Кахьянган (шесть святынь мира)
Сад Кахьянган, Сад Кахьянган Джагад или «шесть святынь мира» — это шесть самых святых мест поклонения на Бали. Согласно балийским верованиям, они являются главными точками острова и призваны обеспечить духовное равновесие на Бали. Количество главных святилищ всегда составляет шесть, но в зависимости от региона конкретные храмы, входящие в шестёрку, могут варьироваться. Список Сад Кахьянгана может включать:
- Пура Бесаких в округе Карангасем, «храм матери» на Бали
- Пура Лемпуянг Лухур в округе Карангасем
- Пура Гоа Лавах в округе Клунгкунг
- Пура Лухур Улувату в округе Бадунг
- Пура Лухур Батукару в округе Табанан
- Пура Пьюзинг Джагат (Pura Puser Tasik) в округе Джаньяр

### Данг Кахьянган (храмы святейших)
Основываясь на изгнании Двиджендра Таттвы, которое в этом исследовании было определено как история Данг Хьянга Нирарты, которую в балийском обществе обычно называют историей Геде, упоминается Пура Парама Дхарма, которая должна притвориться, что Данг Кахьянган был построен Данг Хьянг Нирартой или был пробужден сообществом к уважению и поминанию Дхармаятры (священного религиозного путешествия) Данг Хьянг Нирарта упомянул ряд 34 храмов, некоторые из них:
- Пура Йе Джерук в Джаньяре
- Пура Пекендунган возле Танах Лота в Табанане
- Пура Далем Сакенан на острове Серанган
- Пура Тирта Эмпул в Тампаксиринге
- Пура Пенатаран Сасих в Пеженге
- Пура дасар бхуана в Гельгеле
- Пура Кехен в Бангли

### Морские храмы

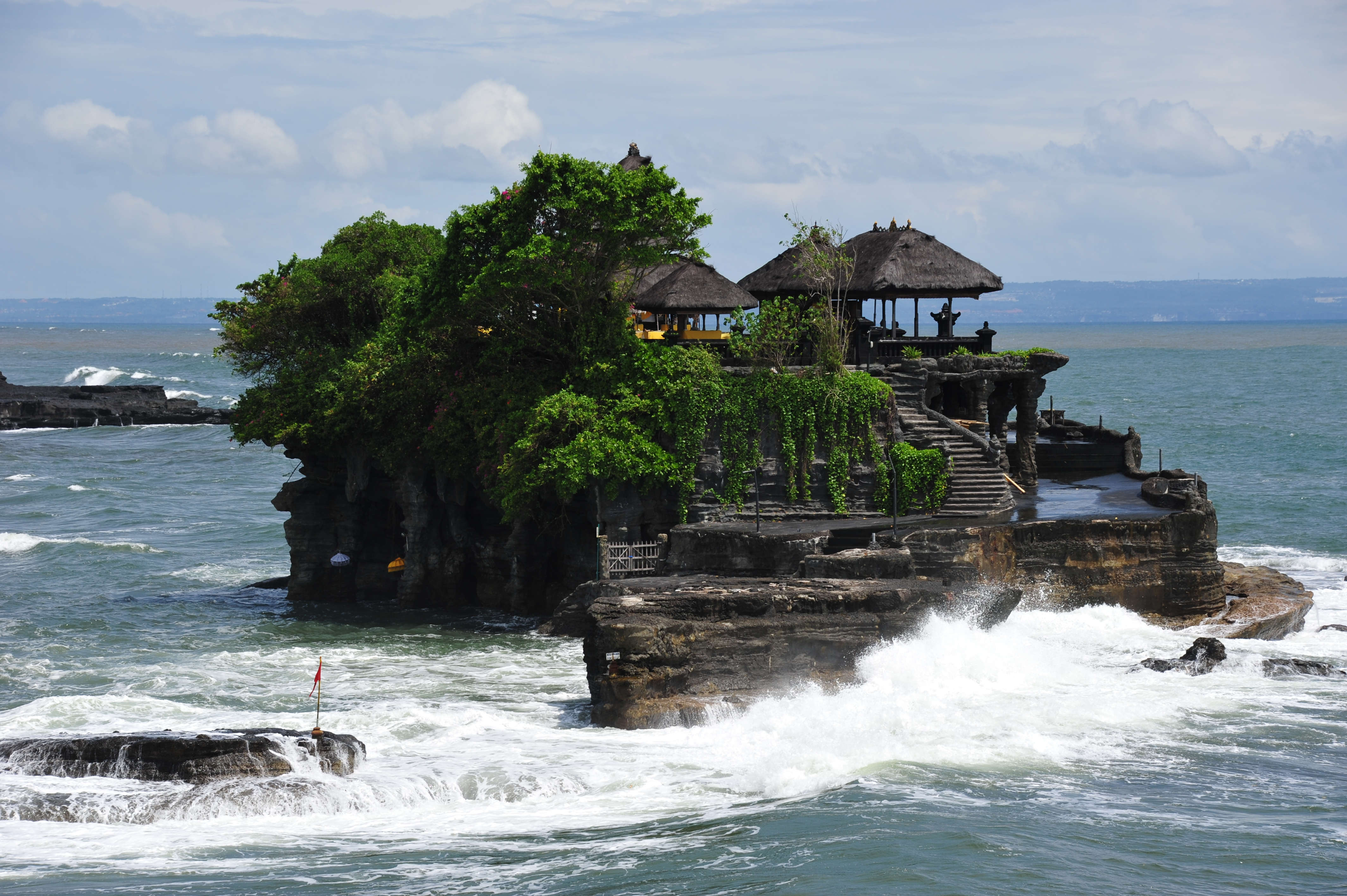
Пура Танах Лот

На Бали есть несколько важных «морских храмов» (балийский: pura segara), которые были основаны в 16 веке брахманом из Яванской империи Маджапахит по имени Нирарта, чтобы почтить богов моря. Традиционно считается, что каждый из храмов виден из другого, образуя «цепь» вокруг побережья Бали. Многие из наиболее важных морских храмов расположены вдоль юго-западного побережья острова. Позиции храмов должны были обеспечить цепь духовной защиты для острова Бали.
Перечисленные против часовой стрелки от легендарной точки прибытия Нирарты на Бали, некоторые из самых известных храмов Балийского моря включают в себя:
- Пура Пулаки вблизи Пемутерана, северо-восток от Гилиманука (8°08′44″ ю. ш. 114°40′50″ в. д.HGЯO).
- Пура Геде Перанчак к югу от Негара (8°24′05″ ю. ш. 114°36′40″ в. д.HGЯO).
- Пура Рамбут Сиви к востоку от Негара (8°24′11″ ю. ш. 114°45′59″ в. д.HGЯO) 
Говорят, что в этом месте Нирарта оставил прядь своих волос, которой поклонялись верующие. Рамбут Сиви переводится как «поклонение волосам»[12] и эта история напоминает буддийскую историю о Гаутаме, подарившему Тапуссе и Бхаллике восемь волос, которые сейчас хранятся в Шведагоне.
- Пура Танах Лот к западу от Чанггу и к югу от города Табанан, где на прибрежной скале были построены два храма, возвышающиеся над Индийским океаном как святыня в честь морских божеств. (8°37′16″ ю. ш. 115°05′12″ в. д.HGЯO).
- Пура Лухур Улувату на юго-западной оконечности Букит (8°49′44″ ю. ш. 115°05′07″ в. д.HGЯO). Это единственный балийский морской храм, который также является одним из шести важнейших балийских храмов.
- Пура Мас Сука на южной оконечности Букит, недалеко от Гринбоул Бич (8°50′52″ ю. ш. 115°10′11″ в. д.HGЯO).
- Пура Санкенан на острове Серанган, остров между Танджунг Беноа и Санур (8°43′31″ ю. ш. 115°13′47″ в. д.HGЯO).

## Деревенские храмы

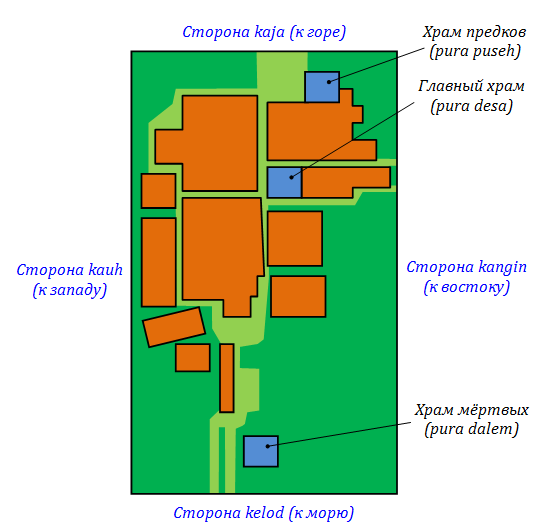
Расположение храмов в балийской деревне

Балийская деревня называется словом «деша» (desa), которое означает как поселение, так и его непосредственные окрестности как физическое единство, и в то же время относится к религиозному сообществу, состоящему из местных домохозяев и их семей, которые несут ответственность за поддержание ритуальной чистоты и духовного благополучие деревни и ее окрестностей. Последнее достигается путем соблюдения местных обычаев (desa adat) и участия в цикле религиозных церемоний, которые проходят в деревенских храмах.
Балийские деревни, как и балийские храмы, обычно расположены вдоль оси, проходящей между горами и морем. В каждой деревне есть три основных места поклонения — кахьянган тига (kahyangan tiga), которые служат религиозным нуждам общины. Эта система трех деревенских храмов по преданию была создана Мпу Кутураном (Mpu Kuturan), легендарным яванским священником, который реформировал балийский индуизм в XI веке:
- Пура Пусех (pura puseh) или храм предков, посвящен основателям общины и расположен в горном (kaja) конце деревни. Храм посвящается Вишну;
- Пура Далем (pura dalem) или храм мёртвых, вместе с кладбищем находится в стороне моря (kelod) обычно на небольшом расстоянии за пределами деревни, поскольку сметь по понятиям балийцев несёт ритуальное загрязнение. Кроме того, он как правило он смещён немного к западу от линии горы-море, поскольку закат солнца в балийской мифологии символизирует смерть. Храм посвящается Шиве, Дурге и другим богам, связанным со смертью;
- Пура Деша (pura desa) или главный деревенский храм, является ритуальным и социальным центром общины, обычно находится в самом сердце поселения — либо на деревенской площади, либо на важном перекрестке. Храм посвящается Брахме.

### Пура Пусех
Пура Пусех располагается в горной (kaja) части деревни, ориентирован в направлениях kaja-kelod или kangin-kauh и состоит из одного или двух дворов. За входными воротами, которые могут быть в форме как кори-агунг, так и чанди-бентар, находятся две группы строений — святилища и павилионы. Павилионы в большинстве случаев включают бале-агунг (bale agung, иногда два), который выполняет роль места встреч жителей деревни, бале-гонг (bale gong) для оркестра и бале-пасамухан или бале-паруман (bale pasamuhan, bale paruman) который является местом нахождения храмовых божеств, когда они спускаются на землю во время храмовых церемоний. Есть также некоторое число более мелких строений.
Святилища расположены в два ряда, один вдоль верхнего края храма, другой — вдоль восточного и встречаются в углу kaja-kangin. Главная святыня, ориентированная так же, как и храм в целом, посвящена Рату Геде Пусех (Ratu Gede Puseh). Это здание может представлять собой либо меру с тремя крышами, либо кехен (kehen). Последний тип строения встречается почти исключительно в западном Карангасеме. Кехен, как и меру, имеет три крыши, однако, в отличие от квадратной в плане меру с четырьмя опорными столбами имеет шесть опорных столбов и прямоугольную форму. Кехен обычно встречается в очень старых деревнях, основанных до XIV в. Подобное строение имеется, например, в одном их храмов Бесаких Pura Penataran Agung.
Помимо главной святыни, посвященной Рату Геде Пусех, некоторые другие святыни являются общими для большинства храмов Пура Пусех в то время как другие носят локальный характер. Священники храма и старейшины адата знают по именам большое количество богов, однако средний житель деревни обычно знает только наиболее важных. Среди святынь широко распространены санггар-агунг (sanggar agung), высокие каменные сидения в честь бога горы Агунг и низкое открытое сиденье или алтарь (бебатуран, bebaturan), посвященный Рату Дасару (Ratu Dasar), божеству, связанному с землей или подземным миром. Их близость друг к другу в углу кая-кангин выражает важную для балийцев двойственность верхнего и нижнего мира, неба и земли. Среди святилищ верхнего ряда находятся святилища Деви Шри (Dewi Sri), богини риса, и Рамбут Садана (Rambut Sadana), владыка богатства и денег, а также манджанган-селуанг (manjangan seluang), святилище с головой или рогами оленя. Эти святилища чтят божества, общие для Бали в целом. Другие посвящены региональным или местным богам.
Другие святилища в Пура Пусех посвящены божествам, почитаемым в конкретной деревне или регионе. Как правило, эти почитание этих божеств связано с почитанием представителей местной политической или религиозной власти. Несмотря на то, что обожествлённые основатели деревни почитаются в храме Пура Пусех в целом, имя главного божества храма может совпадать с именем одного из основателей деревни. Например, в деревне Кубакал (Kubakal) главное меру с семиуровневой крышей посвящено Ratu Ngurah Kubakal предку первых поселенцев этой деревни, которые составляли родовую группу Pasek Kubakal, а другое меру с пятиуровневой крышей — его жене. В настоящее время ни один член родовой группы Pasek Kubakal не живёт в деревне Kubakal, поэтому, хотя за ежегодный фестиваль отвечает сообщество деревни, члены родовой группы Pasek Kubakal из соседних деревень приносят сюда свои подношения. Таким образом, храм несёт двойную функцию: Пура Пусех для деревни и Пура Кавитан (pura kawitan, храм родовой группы) для членов родовой группы. В некоторых случаях такая двойственность выливается в судебные споры за право владения храмом между деревней и родовой группой. Например, в наше время подобный спор возник в деревне Варингин (Waringin), где право владения храмом оспаривали жители деревни и членами родовой группы Kyayi Parembu, которая является ветвью родовой группы Arya Kuta Waringin. Аналогичный случай упоминается в лонтаре (рукописи на пальмовом листе), датируемом 1813 годом. Таким образом, храмовые церемонии в Пура Пусех являются важным источником исторической информации о взаимоотношениях деревень и родовых групп между собой.
В этой связи необходимо различать Пура Пусех и Пура Панти (pura panti). Последний строится в деревнях, которые не утратили связь с деревней-прародительницей. Таким образом, храм Пура Пусех таких полуавтономных деревень находится в деревне-прародительнице, а храм Пура Панти посвящается первым поселенцам.

### Пура Далем
Исследователи традиционных балийских деревень адат отмечают, что главным отличительным признаком адата является собственный храм Пура Далем с прилежащим к нему кладбищем (setra или sema). Хотя в большинстве случаев это так, встречаются адаты, имеющие более одного храма Пура Далем. Например, Блатусеса (Batusesa) и Блатунг (Blatung), два поселения, составляющие один адат, имеют собственный Пура Далем, но первое имеет храм Пура Пусех, то есть является поселением-прародителем, а второе — храм Пура Панти. При этом Пура Далем в Блатунге для отличия называется Пура Далем сучи (pura dalem suci) и не ассоциируется ни с кладбищем, ни с обрядами погребения, а скорее с землёй, плодородием и сельским хозяйством. Эти два вида Пура Далем существуют также в других регионах Бали.
Случаи, когда два адата делят между собой один храм Пура Далем, единичны. Например, Менанга (Menanga) и Буян (Buyan), адаты со своими собственными храмами Пура Пусех, имеют общий храм Пура Далем и кладбище.

### Пура Деша
Пура Деша расположен в центре деревни, ориентированном как в направлении на горы (kaja), так и к востоку (kangin). Рядом со входом в храм обычно сажают священное баньяновое дерево, которое часто вырастает до огромных размеров, обеспечивая тень в сердце общины. Неподалёку находится павильон для петушиных боев (wantilan) — кровопролитие (caru) играет важную роль в балийских ритуалах, соревнования проходят по случаю праздника в храме, и хотя азартные игры строго запрещены правительством Индонезии, на Бали на эти нарушения смотрят сквозь пальцы.
В Пура Деша, либо в соседнем зале деревенских собраний (bale agung) ежемесячно проводятся собрания, где обсуждаются ритуальные и светские вопросы. Одной из основных обязанностей деревенского собрания является организация юбилейных торжеств (odalan) для каждого из деревенских храмов. Торжества выпадают каждые 210 дней, согласно священному календарю вуку (wuku), и предназначены для ритуального очищения территории деревни и членов общины. Каждый житель деревни занимается подготовкой подношений и организацией различных развлечений, таких как концерты оркестра гамелан (gamelan) или представления кукольного театра теней, которые проводятся как для богов, так и для смертных.